# Friedrichsmilde
Friedrichsmilde ist ein Wohnplatz des Ortsteils Zießau der Stadt Arendsee (Altmark) im Altmarkkreis Salzwedel in Sachsen-Anhalt.

## Geografie
Der zweiteilige Wohnplatz Friedrichsmilde liegt in der Gemarkung Schrampe am Nordufer des Arendsees im Norden der Altmark. Nördlich von Schrampe am Holländermoor liegt das frühere Vorwerk, heute Friedrichsmilde 1. Zwischen Zießau und Schrampe liegt das frühere Kolonistendorf, heute Friedrichsmilde 3 bis 12.

## Geschichte
Im Zuge der Separation des Schrampschen Moors nach 1765 wurde die Gründung einer Holländerei Friedrichsmilde geplant.
Im Jahre 1782 ist die Kolonie „auf den hiesigen wüsten Feldmarken aufgebaut“ worden. 1789 gehörte zum Amt Arendsee ein Vorwerck Friedrichsmilde, wo es an Platz fehlte. Dort lebten 6 Büdner und Grundsitzer auf 4 Feuerstellen.
Zum Kolonistendorf Friedrichsmilde gehörte im Jahr 1842 das 1½ Kilometer nordwestlich gelegene gleichnamige Vorwerk, in dem die Domäne Arendsee Besitz hatte.
Im Gemeindelexikon 1873 werden ein selbständiger Gemeindebezirk Colonie Friedrichsmilde mit 45 Einwohnern mit einem zugehörigen Vorwerk mit 25 Einwohnern im Jahre 1871 genannt. Zum Gemeindebezirk Schrampe gehörten nur 8 Einwohner der Colonie Friedrichsmilde.
Im Jahr 1909 gehörte das Vorwerk Friedrichsmilde zum Gutsbezirk Remontedepot Arendsee und das Dorf Friedrichsmilde nun vollständig zur Landgemeinde Schrampe. Im Jahre 1931 gehören schließlich Vorwerk und Dorf zu Schrampe.
Südöstlich des Dorfes am Ufer des Arendsees stand noch am Anfang des 20. Jahrhunderts eine Windmühle.
Danach wird Friedrichsmilde in Verzeichnissen eine lange Zeit nicht mehr aufgeführt. Seit dem Jahre 2008 wird Friedrichsmilde als Wohnplatz von Zießau geführt.

### Eingemeindungen
Friedrichsmilde gehörte bis 1807 zum Arendseeischen Kreis, danach bis 1813 zum Kanton Arendsee im Königreich Westphalen, ab 1816 kam es in den Kreis Osterburg, den späteren Landkreis Osterburg in der preußischen Provinz Sachsen.
Der Gemeindebezirk Friedrichsmilde wurde zwischen 1894 und 1895 in die Landgemeinde Schrampe eingegliedert.

### Einwohnerentwicklung
| Jahr                                 | 1789 | 1798 | 1801 | 1818 | 1840 | 1864 | 1867 | 1871 | 1885 | 1892 | 1895 | 1905 |
| Kolonie Friedrichsmilde              | 16   | 28   | 28   | 25   | 34   | 41   | 43   | 20   | 04   | 36   | 25   | 28   |
| Kolonie Friedrichsmilde bei Schrampe |      |      |      |      |      |      |      | 08   |      |      |      |      |
| Vorwerk Friedrichsmilde              |      |      |      |      |      |      |      | 25   | 038  |      | 24   | 25   |

Quelle, wenn nicht angegeben, bis 1905:

## Religion
Die evangelischen Christen aus Friedrichsmilde gehören zur Kirchengemeinde Arendsee, die früher ein Teil der Pfarrei Arendsee war. Heute ist sie Teil des Kirchspiels „Am Arendsee“ im Pfarrbereich Arendsee des Kirchenkreises Stendal im Propstsprengel Stendal-Magdeburg der Evangelischen Kirche in Mitteldeutschland.